# Bomba guiada

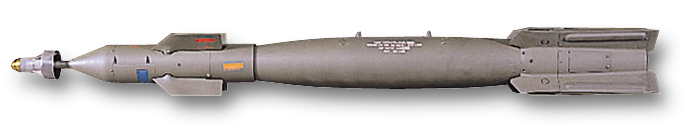
Les bombes intel·ligents compten amb petits alerons per maniobrar durant la caiguda. A la foto, una GBU-12, guiada per làser.

Una bomba guiada, també coneguda com a bomba intel·ligent, és un tipus de bomba i, per tant, de caiguda lliure, però amb una sèrie d'enginys per aprofitar la seva energia cinètica i poder maniobrar durant la seva caiguda fins a aconseguir l'objectiu marcat.

## Història

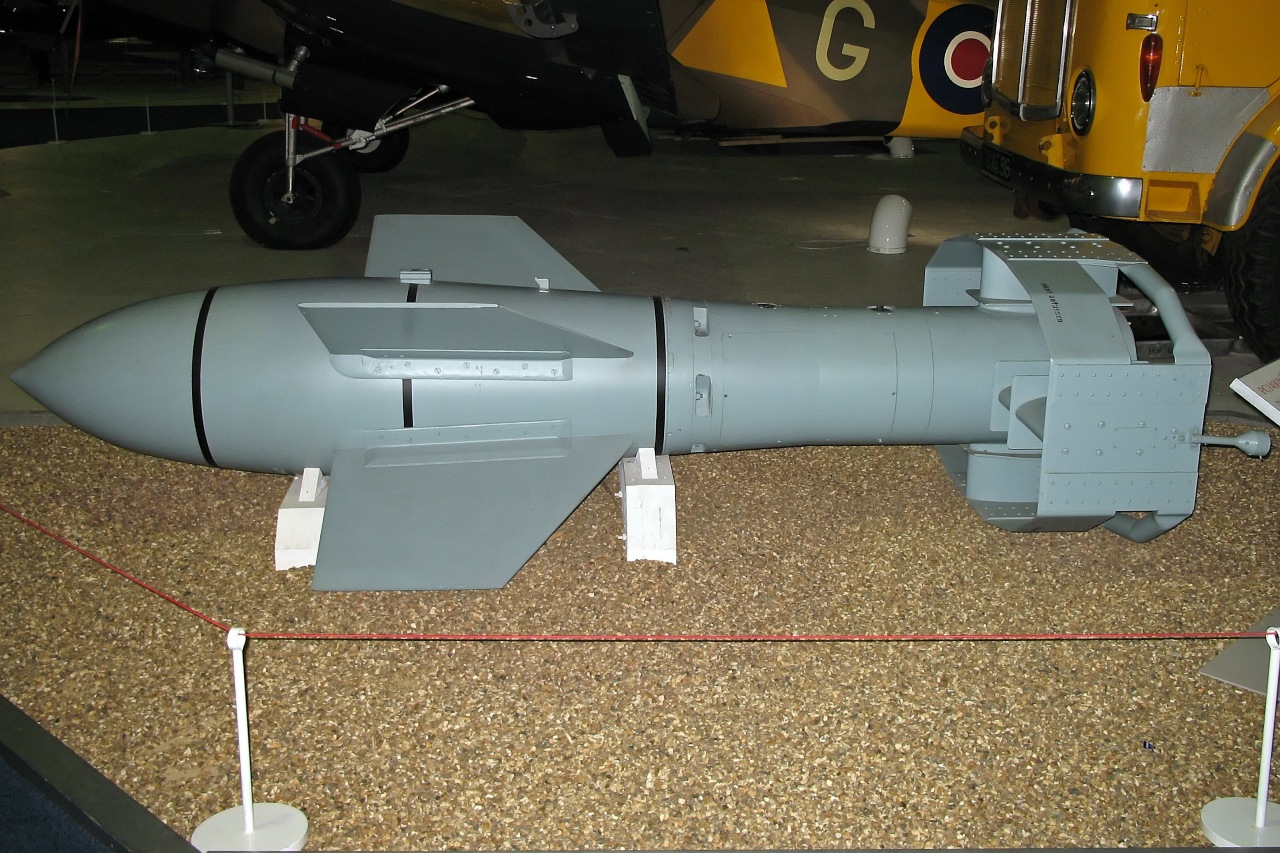
Fritz X, una bomba radiocontrolada creada pels alemanys durant la Segona Guerra Mundial.

La utilitat dels avions per picar el front o la rereguarda enemiga es va veure gairebé al mateix temps que van poder fabricar-se aparells el bastant grans com per transportar bombes. D'aquesta manera en la Primera Guerra Mundial els copilots llançaven les bombes a mà des del seu lloc. Com és lògic la precisió d'aquests bombardejos era molt escassa i per augmentar-la els pilots havien de descendir molt, amb el risc d'estavellar-se pel menor marge de maniobra o ser aconseguits per trets.
Per prevenir això es van desenvolupar diversos mecanismes i màquines que indiquessin el moment i lloc precís per encertar en el bombardeig. No obstant tots aquests sistemes es van mostrar massa imprecisos com per poder destruir objectius determinats, com a ponts. Així en l'Operació Rolling Thunder es van llançar milers de bombes de tots els tipus contra instal·lacions militars, de comunicacions i industrials; però aconseguien destruir un dòlar per cada nou gastats en bombes; a més de produir un enorme nombre de baixes civils, les anomenades danys col·laterals que van causar gran commoció en la societat nord-americana i mundial (va ser una de les causes per les quals Lyndon Johnson no es va presentar a la reelecció). Aquestes dues conseqüències de les bombes ximples van forçar a la cerca de formes més exactes per designar, guiar i dirigir els enginys destructius.
A principis dels anys 1970 les Forces Armades dels Estats Units ja comptaven amb bombes amb diferents tipus de guiats i van obtenir resultats que no havien aconseguit mai amb desenes o centenars de sortides. Posteriorment van anar profusament utilitzades, i mostrades, durant la Guerra del Golf, malgrat mostrar un percentatge d'error d'un 20 % o fins i tot més.[cita  A mitjan 90 del segle XX també es van utilitzar en les campanyes sobre els Balcans, però també amb un índex bastant alt de fallades.

## Tipus

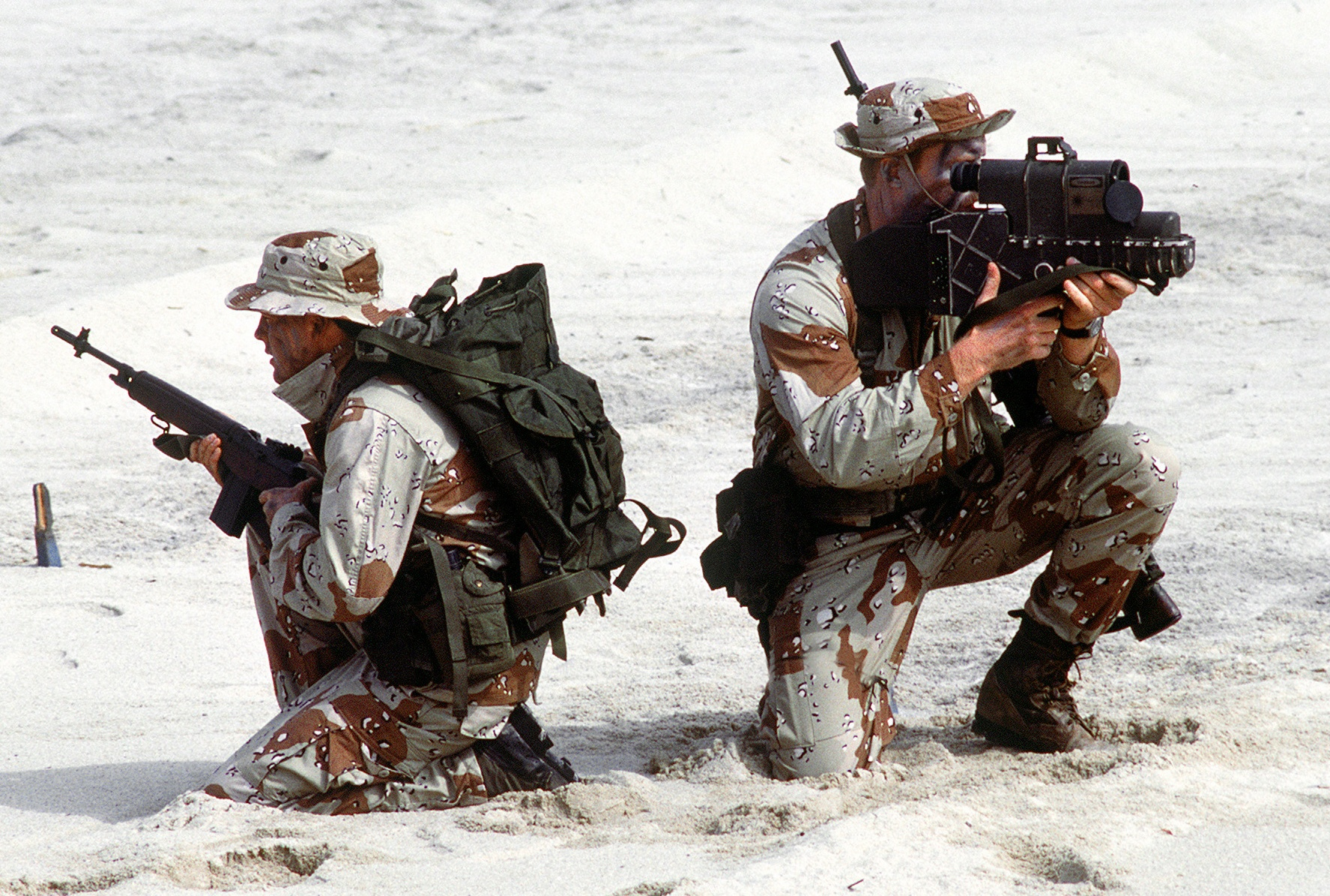
Un SEAL il·lumina un blanc amb el seu apuntador làser per guiar a una bomba intel·ligent.

Més que tipus de bombes s'hauria de parlar de sistemes de guiat perquè les bombes solen acceptar en el seu interior més d'un tipus de càrrega explosiva, química o bacteriològica. Entre els principals estan:
- Bombes guiades per televisió: porten una càmera instal·lada en l'enginy que identifica el blanc i mou els alerones de l'enginy per maniobrar fins a impactar en ell. Ja van ser utilitzades en la guerra de Vietnam amb gran èxit sobre ponts i línies fèrries.[1] També van aportar algunes de les imatges de major difusió de les obtinguts durant els bombardejos contra l'Iraq en la Guerra del Golf.
- Bombes guiades per làser: el sistema llançador porta un emissor de làser que assenyala el blanc o bé l'objectiu és il·luminat (assenyalat) des de terra o una altra plataforma diferent (un altre avió, per exemple). La bomba és capaç d'identificar el senyal del reflex del làser en el blanc i dirigir-se a ell. Com en el cas anterior van ser utilitzades sobre Vietnam del Nord en 1972 per destruir blancs que havien aconseguit resistir anteriors bombardejos.[2] Moltes vegades aquestes bombes requereixen que un equip en terra localitzi el blanc i utilitzi un làser per marcar-ho, és una de les missions de les unitats d'operacions especials.
- Bombes guiades per satèl·lit: utilitzant sistemes com el GPS sense l'error afegit les bombes són guiades per la localització combinada que ofereixen tres o més satèl·lits.